# Moby Dick (musique instrumentale)
Pour les articles homonymes, voir Moby Dick (homonymie).
Moby Dick  est un morceau de musique  instrumentale du groupe de rock anglais Led Zeppelin, présenté sur leur album de 1969 Led Zeppelin II. Il compte un solo de batterie. Nommé d'après la baleine du roman Moby-Dick de Herman Melville, il a pour autres titres "Pat's Delight" (version de début 1968-1969 avec un riff de guitare différent) et "Over the Top" (avec "Out on the Tiles ", section d'intro et reprise de clôture originale) à différents moments de la carrière du groupe.

## Composition et enregistrement
Jimmy Page, guitariste et producteur de Led Zeppelin, surprend plusieurs fois le batteur John Bonham improviser au studio et enregistrer ses solos. Le début et la fin de la chanson présentent un power trio de Bonham, Page et du bassiste John Paul Jones interprétant un riff de blues à 12 mesures en accordage Drop D, le reste du morceau étant entièrement interprété par Bonham. La musique étant instrumentale, le chanteur Robert Plant ne participe pas et présente Bonham au public avant le début du morceau. Les extraits studio des sessions Led Zeppelin II révèlent que le solo de batterie est enregistré à partir d'une version plus longue.
Le riff de guitare est issu de la piste inutilisée de la BBC "The Girl I Love She Got Long Black Wavy Hair ", enregistré durant l'été 1969 . Le riff est aussi similaire à celui du single de Bobby Parker de 1961, Watch your step, bien que la progression soit dans une tonalité et un tempo différents.

## Représentations en direct
Le solo de batterie de Bonham est souvent joué à l'occasion des concerts de Led Zeppelin. Il l'interprète lors de la première tournée nord-américaine en novembre 1968. De 1968 à 1977, le morceau prend plusieurs noms. De 1968 à 1969, il est intitulé "Pat's Delight" (référence à l'épouse de Bonham), de 1969 à 1975, "Moby Dick" et pendant la tournée nord-américaine de Led Zeppelin en 1977, "Over the Top". Le solo commence par le riff d'ouverture d' " Out on the Tiles ", et se poursuit, sans interruption, par un solo de batterie (se terminant par un riff de "Moby Dick"). Led Zeppelin joue ce morceau pour la dernière fois le 17 juillet 1977 au Seattle Kingdome. Il existe de nombreux enregistrements bootleg .
En concert, la durée du solo de batterie varie de six à trente minutes (ce qui est plus fréquent). Après avoir joué l'introduction, le reste du groupe quitte la scène..
Des versions de concert de "Moby Dick" sont incluses sur l'album How the West Was Won (d'une durée de 19:20, joué au LA Forum le 25 juin 1972) et sur le film du concert de Led Zeppelin de 1976, The Song Remains the same. Il a également été inclus sur la bande originale du film. Les deux font l'objet d'une version courte. Le DVD Led Zeppelin comporte une version de 15 minutes, jouée et enregistrée au Royal Albert Hall en 1970.